# Rock de Colombia
El Rock Colombiano alude a la música rock de Colombia desde su comienzo a finales de los años 50 hasta la actualidad. Desde su origen ha abarcado diferentes manifestaciones y tendencias musicales representadas por grupos como los Speaker, los Yetis o los Flippers durante los años 60; durante los años 70 la industria musical en Colombia registra un adormecimiento con respecto al género, y salvo agrupaciones como Génesis o La Banda Nueva, poco es lo que hay para escuchar de nuestro rock. Ya hacia la mitad de los 80 nace una nueva escena que  ha perdurado hasta nuestros días. A bandas como Kraken, La Pestilencia, Kronos,  I.R.A. les seguirían otras como Bajo Tierra, 1280 Almas, Aterciopelados, Doctor Krápula y más. En muchas fases de su desarrollo, el rock de Colombia ha adquirido una identidad propia, por las temáticas que aborda que son temas sociales o por los instrumentos o ritmos que ha adoptado, afines a la cultura colombiana igualmente. El resurgimiento del Rock Colombiano ha venido posicionándose desde hace un par de décadas, dando cabida al rock fusión y a bandas emergentes que inspiradas en la realidad del país hablan desde la música para el mundo. Bandas emergentes (unas más reconocidas que otras en la esfera pública) tales como Los Petitfellas, Los Viles, Las man’s breath, La TatacOa, Herejía, Rockcito entre muchas otras, hacen pensar que en Colombia, inmersa en su realidad casi distopica, siempre habrá cabida para la buena música.

## Historia

### La prehistoria (c. 1957-1964)
La música rock se dio a conocer en Colombia a través del cine y la radio. Se tiene como fecha de nacimiento del rock en Colombia el año 1957, cuando de la mano del periodista Carlos Pinzón, se estrenó en el Teatro El Cid de Bogotá la película Al compás del reloj, la cual incluía música de Bill Haley. Aunque hay que mencionar también que esa misma película fue proyectada en Barranquilla y Cali dos años antes, registrándose destrozos en esta última por parte del público en el lugar de la proyección.
El nuevo ritmo fue ampliamente difundido, abriendo el camino para la organización de los primeros conjuntos rocanroleros, conciertos y concursos de baile, destacándose la presentación que en 1962 hizo Bill Haley en el Teatro Colombia (actual Teatro Jorge Eliécer Gaitán).
Sin embargo, esta primera moda del rock and roll fue fugaz y muchos de estos grupos pioneros viraron hacia la música tropical como fue el caso de Los Teenagers o Los Daro Boys. También algunos cantantes que se formaron bajo el nuevo ritmo, como Lucas o Gustavo "El Loco" Quintero, modificaron su repertorio y se convirtieron en intérpretes de baladas o música bailable. De igual forma, grupos tropicales como Los Black Stars o Los Golden Boys recibieron influencias del rock and roll con la incorporación de instrumentos eléctricos.
En ese contexto, por influencia de grupos y solistas de México y Argentina, del inicio de la beatlemanía y de la difusión cada vez mayor de discos de rock, se organizaron nuevas bandas que años después fueron reconocidas por los medios.

### La primera generación (1964-1975)

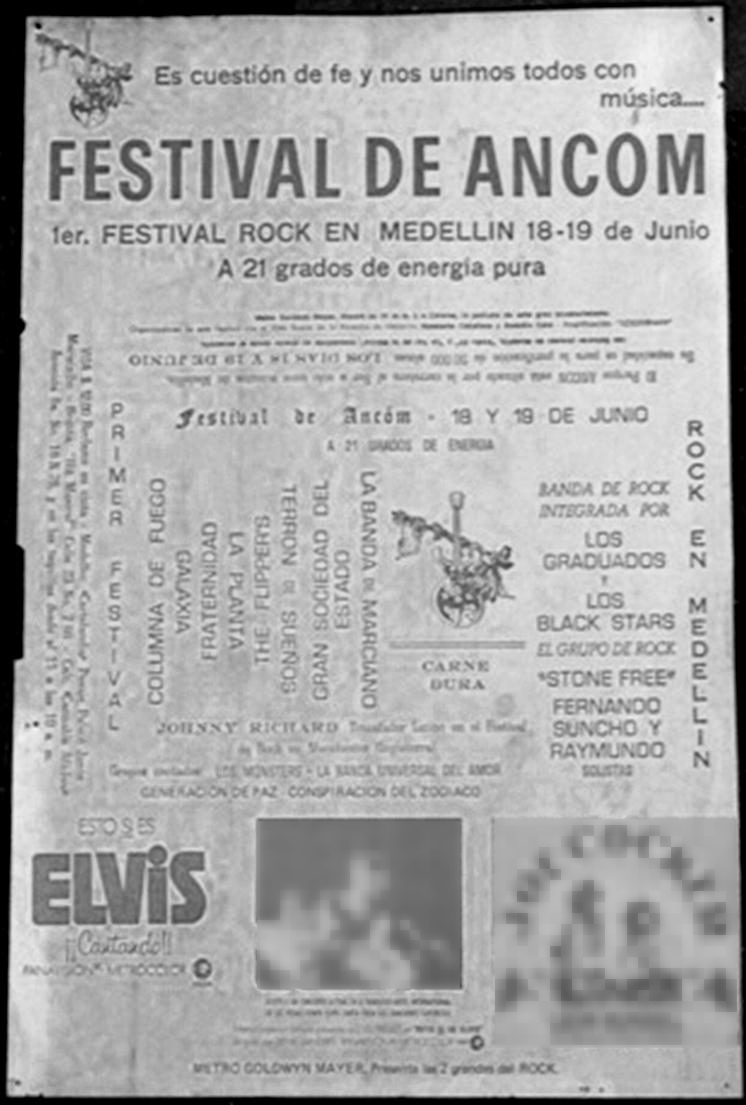
Cartel del Festival de Ancón (1971)

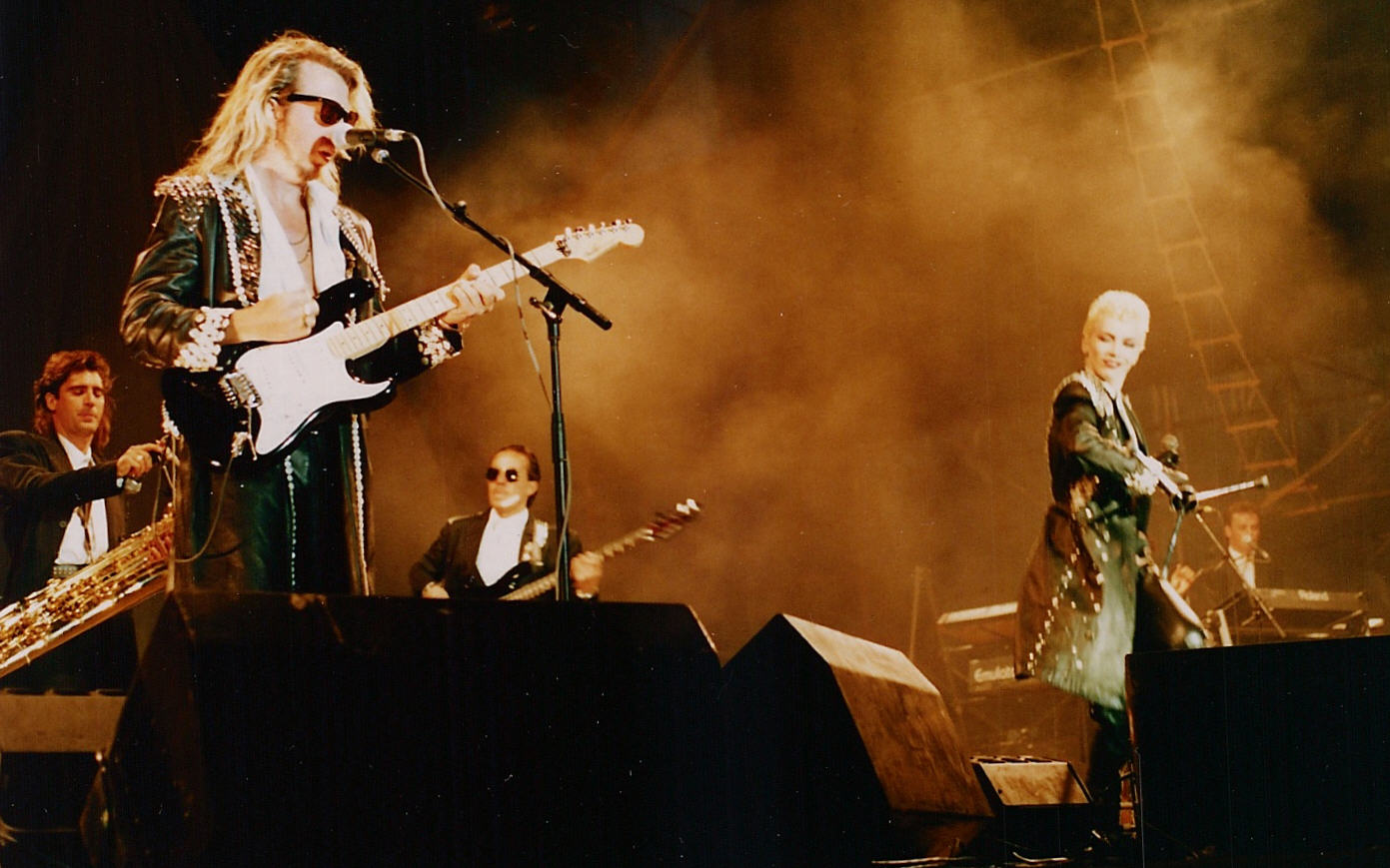
Chucho Merchán, exintegrante de Malanga interpretando el bajo con Eurythmics (1987)

Fue a partir de 1964 cuando aparecieron las primeras producciones discográficas dedicadas totalmente al repertorio roquero. Los que iniciaron este nuevo ciclo fueron Los Pelukas y Los Daro Boys, ambas agrupaciones de Bogotá.
Desde 1965 se dieron a conocer los principales grupos de los años 60: en Barranquilla Los Tornados y The Speakers, The Silver Thunders, Los Ampex, Los Streaks, Los Flippers en Bogotá, por último Los Yetis proveniente de Medellín e influenciado por el nadaísmo. Estas cuatro agrupaciones iniciaron su carrera copiando y traduciendo temas de bandas británicas y norteamericanas como Los Beatles, The Animals, The Trashmen o Los Rolling Stones. Sin embargo, con los años compusieron temas propios y viraron su propuesta musical hacia sonidos más experimentales.
Estos grupos fueron ampliamente reconocidos en todo el país, gracias a su permanente aparición en radio y televisión, junto con su presencia en el espectáculo "Milo A Go-Go", un ciclo de conciertos que se realizó en las principales ciudades del país, donde alternaban baladistas y bandas de rock.
En los años 60 se destacaron otros grupos que intentaron conectar al rock con la psicodelia y con sonidos más fuertes. Estos grupos fueron The Young Beats, The Time Machine (ambos integrados por Roberto Fiorilli), Los 2+2 y The Walflower Complextion.
Al finalizar los años 60, se redujo notablemente el interés de la prensa masiva por el rock, haciendo que se desaparecieran los grupos, las grabaciones y el patrocinio de la empresa privada. En esta misma época, algunas bandas sobrevivientes sorprendieron con propuestas cada vez más originales y maduras, las cuales se vieron reflejadas en los álbumes En el maravilloso mundo de Ingesón de The Speakers y Mi parque de Los Flippers.
Los años 70 coincidieron con el crecimiento del movimiento hippie y ese cambio se vio reflejado en la música rock. Los líderes del hippismo organizaron sus propios festivales al aire libre, destacándose el festival de la Vida en el Parque nacional (1970), y los conciertos en Lijacá (Una de las primeras comunas hippies de Bogotá, las cuales gozaban de un corte roquero y protestante en contra de la guerra. Comuna liderada por Arcesio Murillo, músico y libertario de las igualdades), desencadenado en el Festival de Ancón a las afueras de Medellín (1971) y los conciertos realizados en 1971-72 en las poblaciones de Melgar, Silvia y Yumbo.
En esos años aparecen grupos experimentales influenciados por bandas internacionales de garage rock y rock progresivo, incluyendo además elementos de jazz, al tiempo que aparecieron grupos cuyo sonido se fusiona con algunos ritmos autóctonos colombianos.
En esa primera línea se identifican las bandas Siglo Cero, La Banda Nueva, Terrón de Sueños, Hope y La Banda del Marciano. Sólo las tres primeras dejaron registro grabado de su trabajo, destacándose La Banda Nueva por su elepé de 1973 La gran feria (nombre tomado de una composición de Béla Bartók), considerado por algunos críticos hasta finales de los años '80 como el mejor álbum de la historia del rock colombiano. En esta etapa también sobrevivieron Los Flippers al grabar un elepé y varios sencillos, consolidándose como el proyecto más persistente y profesional de su generación; en la costa Caribe se destacaron grupos como Colores Del Tiempo.
La propuesta de fusionar el rock con ritmos autóctonos y además de índole rebelde como lo fue la protesta cubana, se reflejaron trabajos de grupos como La Columna de Fuego, Malanga y Génesis. La Columna  (grupo liderado por Roberto Fiorilli) fue el primer intento de juntar a músicos de rock con músicos de las costas colombianas (anticipándose dos décadas al desarrollo de ese fenómeno en el país); realizaron una gira por Europa y dejaron un LP donde combinan elementos del funk, la cumbia y el currulao. Malanga (grupo de donde salió Chucho Merchán) es la respuesta colombiana al "rock hispano" o rock fusionado con la música del Caribe que popularizó Santana.
El ciclo de esta primera generación lo cierra Génesis, proyecto liderado por Humberto Monroy, el cual pretendió llevar la propuesta del folk rock al contexto colombiano, componiendo temas alusivos a la realidad del país e incorporando instrumentos y canciones locales a sus grabaciones y presentaciones en vivo. Su etapa de mayor popularidad se dio en 1974-75 gracias al éxito de los temas "Don Simón" y "Cómo decirte cuanto te amo" (original de Cat Stevens). El grupo realizó ocho producciones discográficas (cifra excepcional para la época) y sobrevivió hasta la muerte de Monroy en 1992.
Otros grupos destacados de los años 70, que no dejaron registros grabados de esa época fueron Aeda, La Caja de Pandora, La Gran Sociedad del Estado (Quienes dejaron grabaciones básicas en You Tube)  y Los Apóstoles del Morbo.
Para 1975 el rock colombiano entró en una etapa de letargo, debido a la reducción del público, la estigmatización por parte de la sociedad y el desinterés de la industria musical. La mayoría de músicos emigraron a España, Inglaterra y Estados Unidos.

### Las mujeres en los inicios del rock colombiano
Poco se sabe de las mujeres pioneras del rock en nuestro país ya sea por falta de grabaciones, de documentación y de investigación. A finales de los 60, mucho antes de que surgieran grupos conocidos como Polikarpa y Sus Viciosas o Andrea Echeverri, existió un trío de mujeres en Bogotá de la cual hay alguna documentación en internet. A partir de 1968 cuando la onda de los agogo  fue dejando el paso atrás por la onda Hippie, Ángela Isaza, (de quien se tienen los primeros registros de ser una de las primeras mujeres bateristas), junto a Bertha Pinilla y Mercedes García, iniciaron uno de los primeros grupos de rock de mujeres en Colombia llamado Szavesta. Esta banda de rockeras fue una de las primeras y pocas bandas conformadas por mujeres que surgieron en dicha década, ya que en esta época las mujeres adolescentes eran vistas como futuras amas de casa.   
Szavesta fue integrado por Ángela Isaza, en la batería, Mercedes García, en la guitarra, y Berta Pinilla, en el bajo. Sus primeros conciertos se dieron en las tarimas de Lijacá, en conciertos organizados por el colectivo Colinox Unidos, en donde, tocando canciones propias, "despertaron la envidia y desagrado en la mayoría de los músicos; algunos las miraron por encima del hombro con actitud displicente, y se negaron a tocar antes que ellas".
El origen del grupo tuvo lugar en el barrio Santa Fe, en el centro de Bogotá, cuando Isaza y García empezaron a frecuentarse en los ensayos de la banda Aeda, formada por Germán Isaza y Miguel García, sus hermanos, y el bajista Mario García y el percusionista Jorge Álvarez. Allí se hicieron las mejores amigas y, con 13 años, decidieron formar su propia banda. Su nombre proviene de una casualidad: una tarde, en casa de sus amigas, las hermanas Laverde, encontraron un libro, impreso en 1958, por la Editorial Yokosuka como parte de su Colección Héroes y Aventuras. Su título era "Szavesta. La silenciosa joven de la cabaña del bosque en la misteriosa India".
Una de sus canciones fue "Música de piedras", compuesta por Lola Laverde. Aunque nunca fue grabada, la tocaron en vivo en diferentes oportunidades. Una de ellas fue su presentación en el programa Juventud Moderna, dirigido por Alfonso Lizarazo.
Para la sociedad conservadora de aquel momento en la historia  no era bien visto que una mujer cantara una canción y mucho menos que pudiera desenvolverse en un escenario musical. Del grupo no existe ninguna grabación oficial, pero en su época, tocaron en  varios conciertos y también  participaron en los festivales del momento a finales de la década de los 60. Actualmente Angela Isaza es reconocida como una de las primeras mujeres bateristas del rock colombiano y siguió con el legado de uno de los conocidos grupos de rock de los años 70, conformado por Arcesio Murillo, Àngela Isaza, Carlos Isaza, German Isaza y German Arévalo llamado La Gran Sociedad del Estado.

## MÁS EPISODIOS

### Final de los años 1970 y primeros años de 1980

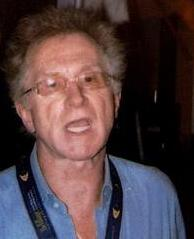
El productor inglés Andrew Loog Oldham, quien contribuyó al pop colombiano de los años 1980 por su trabajo con Compañía Ilimitada

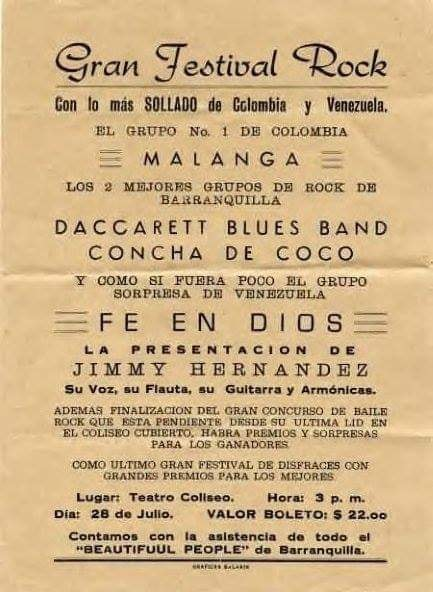
Gran Festival Rock. Barranquilla, principios de la década de 1970.

Al finalizar los años 1970, a pesar de la notable reducción del movimiento roquero colombiano, algunos músicos intentaron mantener el nivel alcanzado a principios de la década. En este periodo se destacaron los grupos Cascabel de Bogotá (orientado al sonido progresivo e hispano) y Judas de Medellín (hard rock). También debe mencionarse el grupo Crash (activo entre 1976 y 1984), el cual reunió a diferentes figuras de la primera generación roquera como Eduardo Acevedo, Ernie Becerra, Augusto Martelo y el hawaiano Randy Dowling.
Otras bandas de la época, tuvieron cierto grado de figuración como Últimos Tiempos, La Banda del Pelícano y Compañía Ilimitada (por entonces un conjunto estudiantil).
La situación del rock colombiano mejoró al empezar los años 80, cuando se ampliaron los conciertos y los sellos discográficos se aventuraron a grabar nuevas agrupaciones. Aparecieron los grupos Kokoa, Traphico, Nash, Carbure, Ship, Piro y Tribu 3. En general, el sonido de estas bandas estaba fuertemente influenciado por las vanguardias roqueras de la época y el sonido de Yes, Supertramp, Uriah Heep Santana o Led Zeppelin. En este momento excepcional, los medios masivos volvieron a interesarse en el rock y se dio la oportunidad para que grupos ya formados como Génesis o Los Flippers regresaran a los estudios.
Gracias a esta experiencia, las canciones "Tú" de Génesis, "Deep Cut" de Traphico, "Cali Girls" de Ship o "El faltón" de Carbure, se convirtieron en éxitos radiales. Sin embargo, la persistente indiferencia del público masivo hacia el rock, sumada al fracaso en ventas de estos discos, hizo que la mayoría de los grupos se disolvieran.
Entre otros, los siguientes episodios se destacaron de este período: la intensa gira que realizó Traphico en los años 1980-1983 (alrededor de 150 conciertos en todo el país), la presentación en 1983 y después de ocho años de un grupo colombiano en el exterior (Ship en Quito, Ecuador) y la influencia que tuvo el trabajo de Nash y Carbure en la formación de la escena subterránea de Medellín en los años 80.

### El rock-pop en español (años 1980)

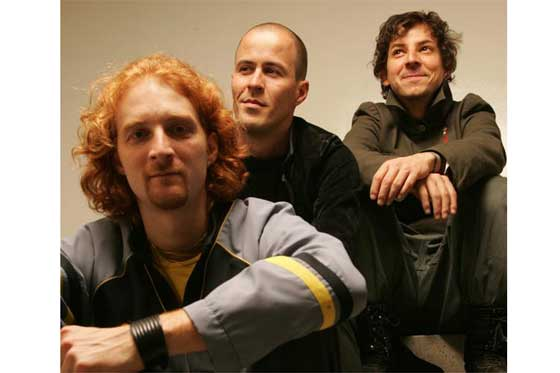
Estados Alterados, grupo formado en Medellín en 1989

A mediados de los años 80 la radio empezó a difundir canciones de grupos de rock de España y Argentina, generando un interés creciente por el rock en castellano. Esa situación permitió que la industria musical difundiera y promoviera la difusión de rock hispanoamericano y que a finales de la década se viviera un resurgir de grupos colombianos. Sumado a lo anterior, desde hace unos años de manera clandestina, circulaba material de grupos como Soda Stereo, lo que permitió que esta banda se presentara en Bogotá y Medellín en 1986. El creciente interés de estas presentaciones, permitió que en varias ciudades se realizaran conciertos de artistas internacionales como Charly García, Los Prisioneros de Chile, Miguel Mateos, Los Toreros Muertos y Enanitos Verdes. La radio habló por entonces del "fenómeno del rock en español" a pesar de que tal situación era en realidad la difusión de éxitos hispanoamericanos en Colombia, algunos con años de atraso.
El evento más importante de esta época, que reflejó el alcance que tenía esta moda, fue el "Concierto de Conciertos Bogotá en Armonía", realizado en El Campín en septiembre de 1988. También en ese año, se visibilizó la respuesta colombiana a este fenómeno musical.
El principal grupo de este movimiento fue Compañía Ilimitada, el cual de la mano de Andrew Loog Oldham se convirtió en el abanderado del rock pop en Colombia. El interés creciente por el rock permitió además que el sello CBS promoviera grupos locales, lo cual se reflejó en la edición de grabaciones de nuevas bandas provenientes de todo el país durante los años 1987-1988. Sin embargo, los espacios de la radio, la televisión y los conciertos masivos aún estaban cerrados para grupos locales distintos a Compañía Ilimitada.
El primer grupo que desafió esta regla fue Pasaporte, con una agresiva estrategia de mercadeo que ubicó el tema "Ígor y Penélope" en los primeros lugares de popularidad y participando al lado de Compañía Ilimitada en el Concierto de Conciertos. Su éxito permitió que su segundo álbum Un día X, fuera producido por Cachorro López y contara con la colaboración de músicos argentinos como Jota Morelli y Andrés Calamaro. Pasaporte abrió el camino para que los sellos discográficos, la radio y la televisión se interesaran en grupos locales como Alerta Roja, Signos Vitales, Código, Zona Postal y Hangar 27, los cuales se presentaron en escenarios masivos de todo el país.
También por estos años surgieron grupos que por la calidad de su propuesta se distanciaron de la moda del rock en español. Esos son los casos de Sociedad Anónima y Hora Local, dos grupos de Bogotá cuyo sonido estaba influenciado por las bandas de la movida madrileña.
Tal como ocurrió a finales de los años 60, la gran prensa dejó de interesarse en el rock, generando una reducción del público y decretando el final de ese movimiento musical en Colombia. Esa circunstancia fue acelerada por la ola de magnicidios y ataques terroristas perpetrados en la época por el Cartel de Medellín y grupos armados ilegales, generando la suspensión de conciertos masivos en todo el país desde agosto de 1989. La inacción provocó el fin de la mayoría de grupos y de esa situación surgió la canción "Estado inmóvil" de Compañía Ilimitada, uno de los pocos grupos que sobrevivieron al paso de la moda.

### Heavy metal y punk de los años 1980

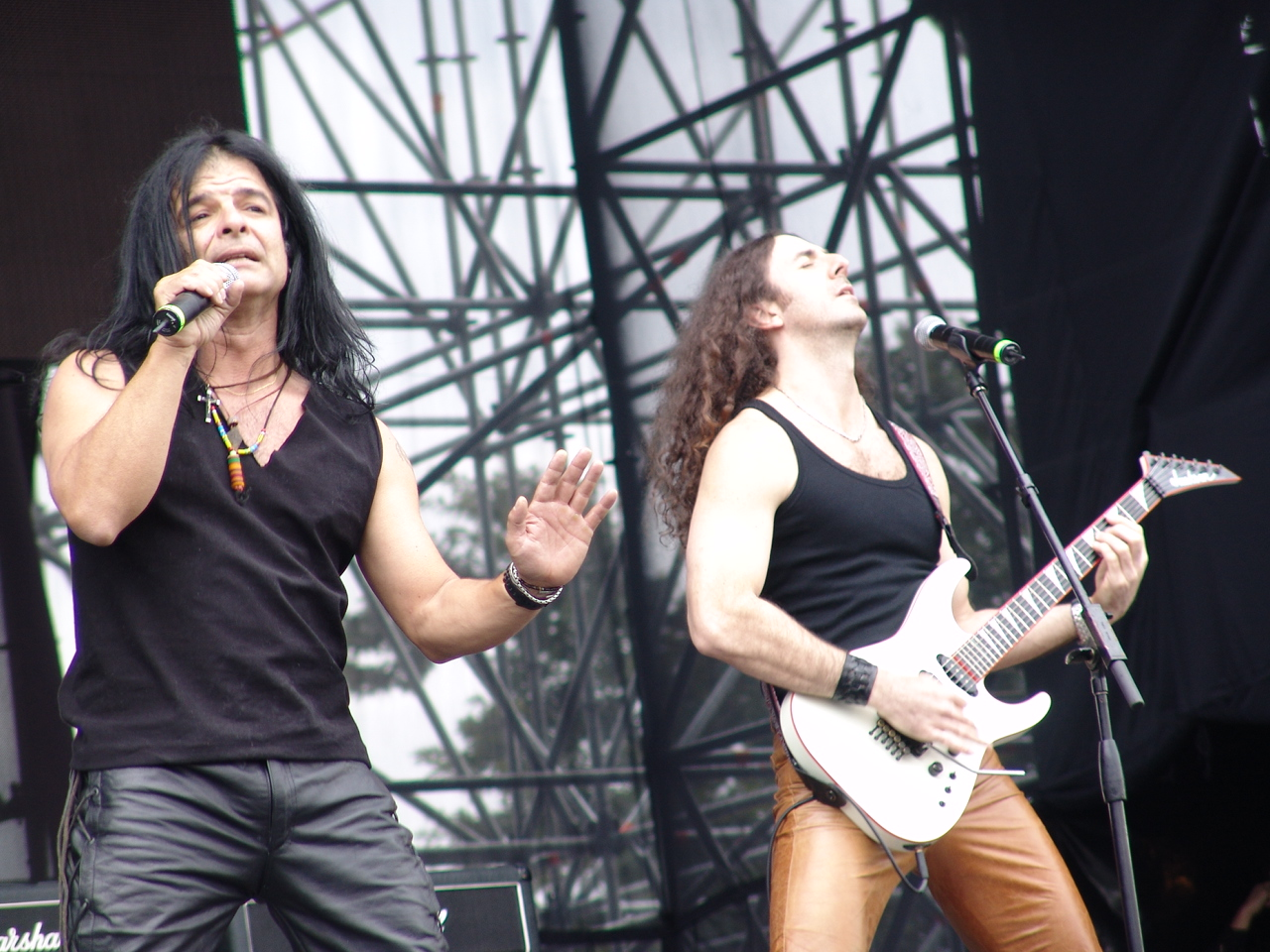
Kronos en Rock al Parque (2008)

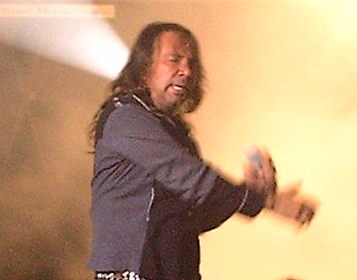
Elkin Ramírez, vocalista y cofundador de Kraken

Desde finales de los años 70 empezaron a circular en el país discos y grabaciones piratas de grupos europeos y norteamericanos de hard rock, heavy metal y punk. El interés por esta música se inició entre los sectores más pudientes, pero, en el caso del punk, fueron los habitantes de los barrios marginales de ciudades como Bogotá y Medellín los que con el tiempo se empezaron a interesar por estas bandas, ya que el contenido de las canciones y la expresividad de su sonido era muy acorde con el contexto de violencia y los sentimientos de rebeldía y frustración que ellos mismos vivían.
La principal ciudad que desarrolló este movimiento fue Medellín, lo cual se reflejó en la masiva asistencia al festival de rock conocido como La Batalla de las Bandas (1985), evento que por su desorganización también ayudó a mantener la estigmatización que por años la sociedad tuvo sobre el rock. El festival también puso de manifiesto las diferencias sociales entre el punk y el heavy metal colombianos. Mientras el punk era producido y consumido por jóvenes de los barrios pobres, el heavy metal era la expresión de la juventud de clase media y alta.
Al iniciar los años 80, Carbure y Fénix (orientados al heavy metal) y Complot (de tendencia punk) abrieron el camino hacia propuestas cada vez más agresivas. De esa escuela nacieron Parabellum, Reencarnación y Agressor (aun activo) grupos orientados hacia el thrash metal y el death metal y cuya propuesta musical y visual criticaba duramente los valores tradicionales. Sus primeras grabaciones (que datan de 1986-1988) llegaron hasta Europa y se convirtieron en influencia para el grupo noruego Mayhem (uno de los primeros proyectos de black metal). El camino del metal en Medellín lo siguieron grupos como Némesis, Masacre y Confusión. Estos dos últimos grupos también lograron reconocimiento internacional, editando varios de sus discos en países como Francia y Japón a principios de los años 90.
De manera paralela al iniciar la década de los 80's, la ciudad de Pereira se convertiría en un importante epicentro del rock duro y del metal en Colombia, gestando agrupaciones locales como Etiophia, Wizard, Alta Tensión, Attack, entre otras, destacándose entre los músicos pereiranos el extraordinario guitarrista Diego Acevedo, quienes enriquecerían la escena rock de la ciudad y encontrarían apoyo en la asistencia a sus conciertos por parte de sus seguidores, así como en medios se comunicación como lo fue en su momento la estación de radio Musicando Estéreo 100.7 FM (fundada en 1982).   
Esta ciudad se convertiría entonces en pionera del rock a nivel local, nacional e internacional, presenciando en 1987 la primera gira por Colombia del grupo de heavy-rock español Baron Rojo, al igual que una de las tres únicas presentaciones de la banda de hard rock estadounidense Quiet Riot en 1989 en el estadio Hernán Ramírez Villegas, con la apertura del grupo Kronos con la voz de Elkin Ramírez de Kraken.  
En 1988 Pereira sería testigo del nacimiento de la agrupación de hard rock Tránsito Libre, quienes posteriormente tendrían trascendencia a nivel nacional tanto en radio como en TV con temas como "Poco Tiempo Por Vivir" y "Porque Tuve Que Perderte" entre los años 1992 y 1993, y quienes hasta el año 2024 continuaban activos, con más de 30 años de trayectoria musical y varios discos de estudio grabados.    
Por su parte, el punk y el hardcore en Medellín estuvo representado por grupos como I.R.A., BSN, Libra, Raxis, Mutantex y Restos de Tragedia. La propuesta lírica y musical de estos grupos fue acorde con el ambiente de violencia que se vivía en la ciudad y de hecho el movimiento que consolidaron fue una alternativa de escape a un sector de la sociedad sin mayores opciones de vida más allá de la delincuencia. Tanto el metal como el punk de los grupos de la ciudad fue difundido en todo el país gracias a la banda sonora del film de Víctor Gaviria Rodrigo D: No futuro, el cual sin embargo, fue duramente criticado en el movimiento underground por la relación que establecía entre el rock y los grupos sicariales.
Bogotá, a pesar de tener una escena subterránea menor, aportó varios de los grupos más importantes de la década, como es el caso de La Pestilencia (orientada hacia el punk y el hard core), banda formada en 1986 y cuyas primeras grabaciones datan de 1989. Otras bandas bogotanas notables del periodo fueron Darkness , Minga Metal (formada en Kennedy), Excalibur y Neurosis. En otras ciudades el movimiento subterráneo también creció, permitiendo que bandas de otras regiones se integraran a este movimiento como Inquisition de Cali (hoy radicados en Seattle), Lluvia Negra de Armenia y N.N. de Bucaramanga, orientadas al metal underground.
Algunos grupos surgidos en este entorno emergieron a la superficie y lograron amplio reconocimiento en los circuitos underground y masivo. Ese es el caso de Kraken de Medellín y Kronos de Cali. Kraken, orientado hacia el metal progresivo, logró participar en muchos de los conciertos masivos que se realizaron bajo la moda del rock en español, siendo considerado además como el grupo más popular de Medellín gracias al éxito de temas como "Muere libre", "Escudo y espada" o "Vestido de cristal". Kronos , por su parte, puso a Cali en el mapa roquero y logró alternar en las presentaciones que hicieron en Colombia Quiet Riot (1988) y Guns N' Roses (1992).
Ya en los años 90, grupos como Tránsito Libre de Pereira y Ekhymosis siguieron experiencias similares a las de estos grupos pioneros.

### Los años 1990

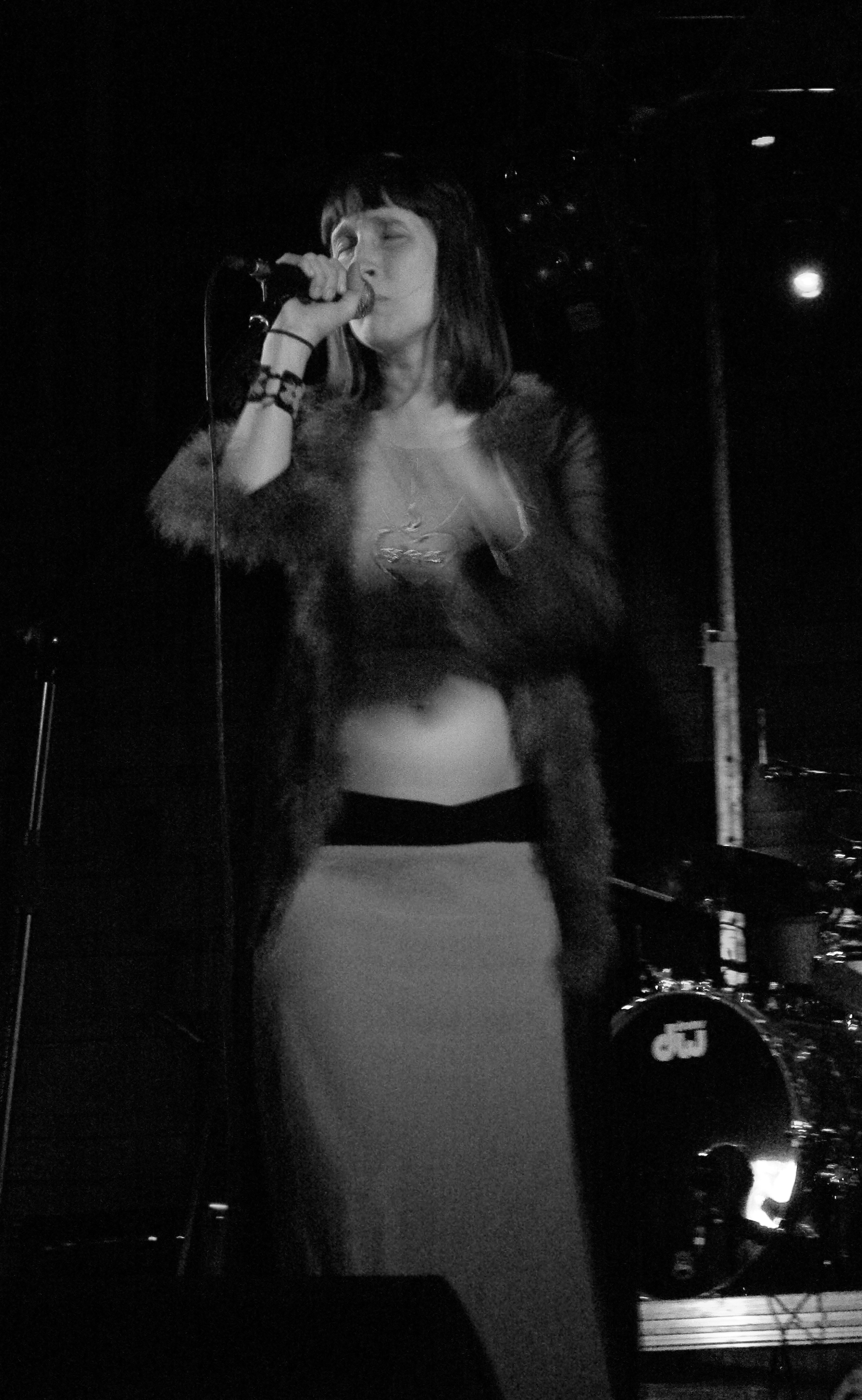
Andrea Echeverri, vocalista de Aterciopelados

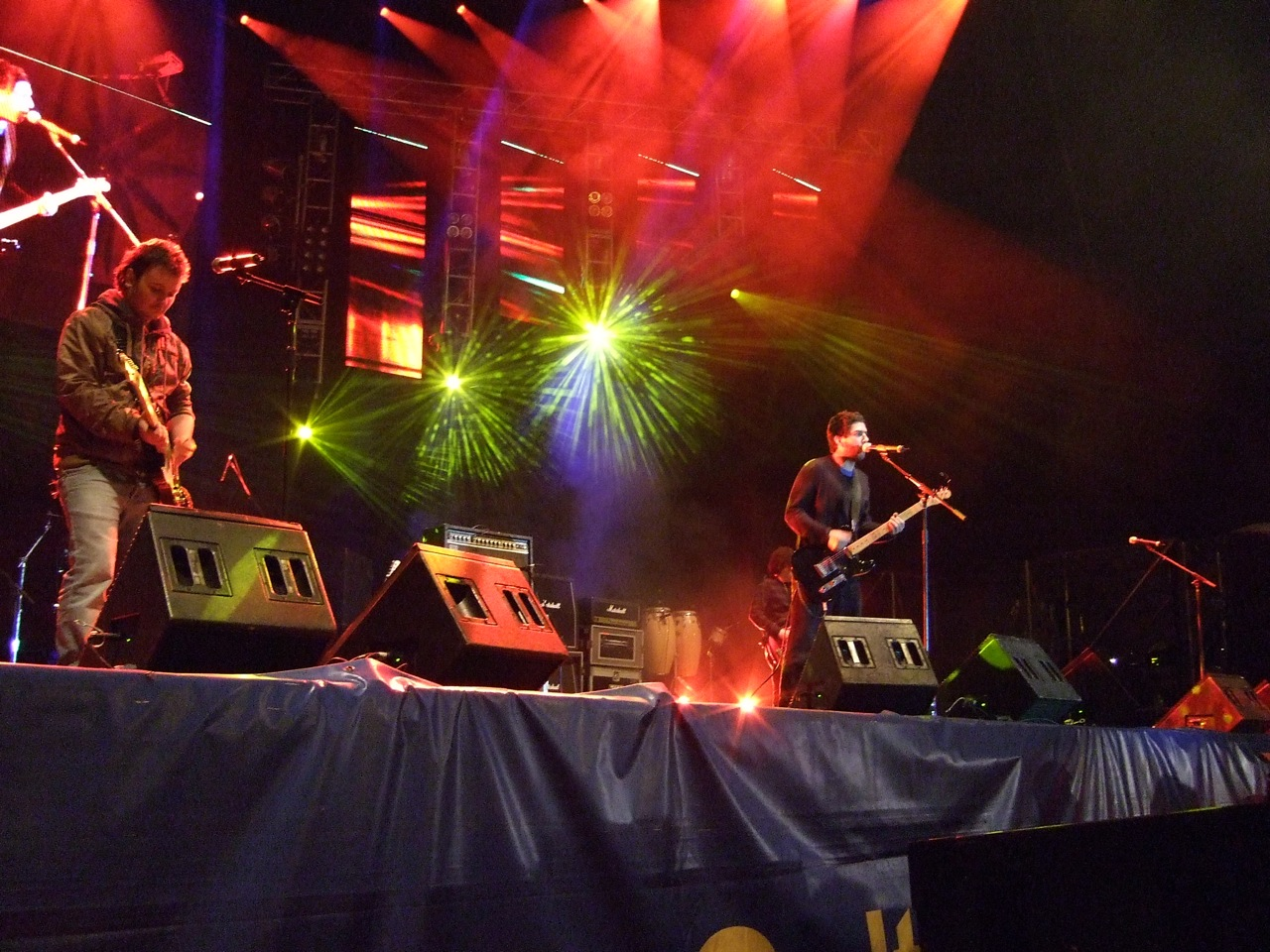
Bajo Tierra en Rock al Parque 2007

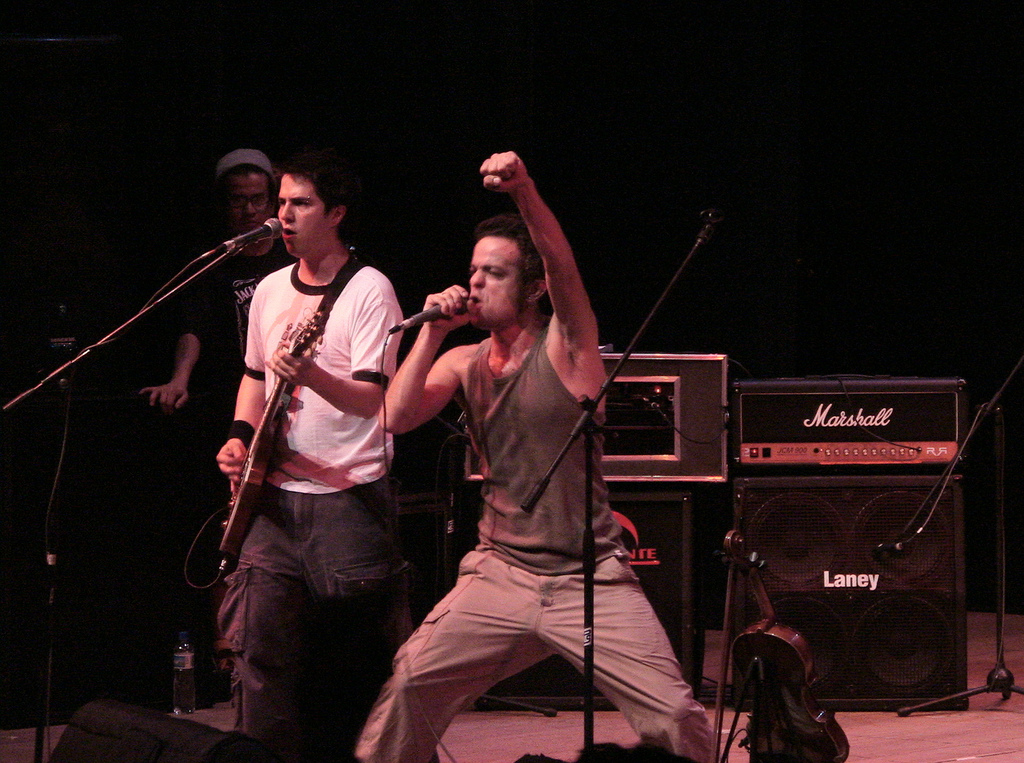
Andrés Barragán (ex Yuri Gagarin) y Amós Piñeros (ex Catedral) integrando Ultrágeno

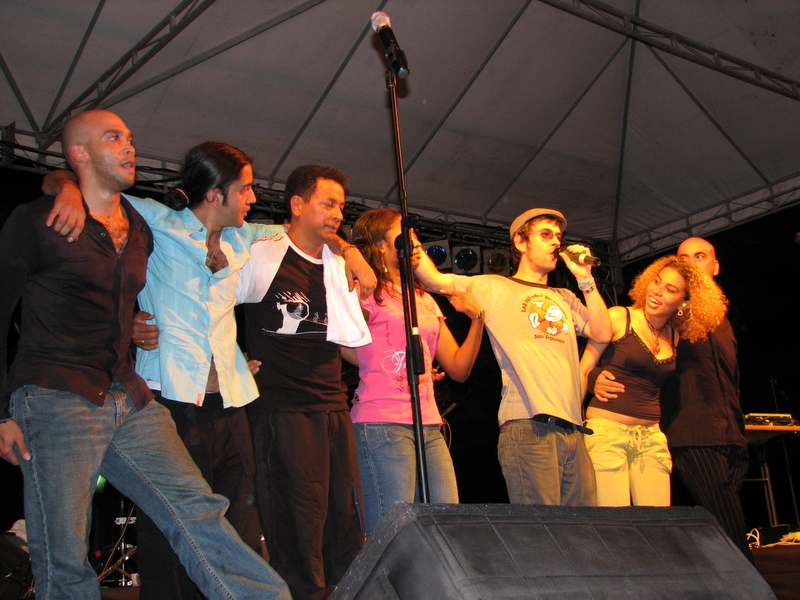
Sidestepper, grupo formado por el productor inglés Richard Blair con exintegrantes de Distrito Especial y El Bloque

Luego de la moda del rock en español, la escena roquera colombiana se replegó. Sin embargo, al empezar los años 1990 muchos grupos subterráneos lograron amplio reconocimiento y se convirtieron en la base de la siguiente generación. 
Al trabajo del grupo Hora Local (formado a mediados de los años 1980), se sumaron los grupos Distrito Especial y Estados Alterados. Distrito fue el primer grupo colombiano cuya propuesta aludió enteramente a la cultura de una ciudad, Bogotá. Estados Alterados, por su parte, es el principal grupo colombiano de rock electrónico. Formado en Medellín y aún activo, su trabajo fue innovador no sólo musicalmente, sino por la calidad de sus videoclips, en su mayoría dirigidos por Simón Brand.
Otros grupos de corta vida formados en esa escena fueron Doble UC (grupo al que perteneció José Gaviria), Zigma y Lapsus. También hay que destacar el proyecto Orquesta Sinfónica de Chapinero, creado por los humoristas Karl Troller y Eduardo Arias, que a través de remezclas y efectos sonoros caricaturizaron diferentes iconos de la cultura popular colombiana.
A partir de 1993, el rock colombiano vive una explosión de bandas que serían reconocidas tanto en medios masivos como en los circuitos subterráneos. Al éxito de Estados Alterados y Kraken se sumaron los grupos Aterciopelados, 1280 Almas, Ekhymosis (que fue cambiando su sonido del metal al Rock hispano y pop hispano) y Ex-3 (integrado por veteranos de los 70 y 80).  La influencia del grunge y el rock alternativo se vio reflejada en las bandas Marlohábil, Catedral, Yuri Gagarin, Carpe Diem, La Derecha (cuyo vocalista era el actor Mario Duarte), Poligamia (Cuyo vocalista es el reconocido cantante Andrés Cepeda) Juanita Dientes Verdes, Bajo Tierra, Danny Dodge. Bandas como los Árboles y el Globo se consolidarían como ejemplos claros de rock independiente local, a pesar de su precaria distribución, pocas copias físicas a modestos precios, nulo apoyo de la industria musical , escasa relevancia en el panorama nacional y un innegable fracaso comercial;  fueron proyectos enteramente financiados y autogestionados por sus integrantes, quienes supervisaron todos los aspectos de la producción, considerándose hoy discos fundamentales del rock independiente Colombiano.
Durante la segunda mitad de la década se abrió paso a la internacionalización del rock colombiano, gracias al reconocimiento que lograron en Hispanoamérica los temas de Ekhymosis, Poligamia, El Bloque, Estados Alterados y especialmente Aterciopelados.  La radio colombiana convirtió en clásicos canciones como “Lenguaje de mi piel” de Kraken; “Solo” y “La tierra” de Ekhymosis; “Mi verdad” de Ex-3; “Bolero falaz”, “Florecita rockera” y “El estuche” de Aterciopelados; “Marinero” de 1280 Almas; “El pobre” de Bajo Tierra; “Ay qué dolor” de La Derecha, “Candelaria” de Distrito y “Hay un daño en el baño” de El Bloque.
En 1995 se realizó la primera edición del festival Rock al Parque, evento que desde 1998 se le consideró como el festival de rock de mayor asistencia en Hispanoamérica. Este evento y los que se realizaron en otras ciudades permitieron que nuevas bandas divulgaran su trabajo y que las ya consolidadas ampliaran su público y se volvieran agrupaciones de culto, como ocurrió con 1280 Almas, Perseo y Bajo Tierra. Ese mismo camino lo recorrieron al finalizar la década grupos como Morfonia, Señal Nocturna, Ciegossordomudos (aun activo) y especialmente Ultrágeno (formada por exintegrantes de Catedral). Otras nuevas bandas formadas en la segunda mitad de los 90 (cuyas influencias son tan variadas como inclasificables) fueron Vértigo, Tom Abella, Pepa Fresa, Santa Sangre, Zoma, Sagrada Escritura, Charconautas y El Pez.
A esa ola de éxitos hay que sumar la aparición durante toda la década de agrupaciones orientadas al pop como Toke de Keda, Bailo y Conspiro y Poligamia. Los integrantes de esta última emprendieron reconocidos proyectos como solistas al finalizar la década.
Nace también el lado under de la escena del Grind Death bogotano. Bandas muy importantes como Purulent, Cancerbero, Occisor entre muchas más de la época, aportaron un movimiento metalero muy importante en la movida subterránea bogotana.
En cuanto al metal al hard rock y al death metal (que tuvo gran movimiento en la primera mitad de la década) hay que destacar la diversidad de propuestas en grupos como Hades, Perseo, Ágata, Tenebrarum, Neus, Agony, Sangre Picha, Purulent, Cancerbero, Posguerra y Ethereal, cuyo sonido se sumó al trabajo ya consolidado de Masacre, Neurosis y Darkness. Además, el acceso cada vez mayor a nuevas tecnologías de grabación y el crecimiento del público permitieron la aparición en ese movimiento de nuevas bandas de culto como Nebiros, Tenebrarum, Ingrand y Kilcrops. 
Por su parte, el legado del punk y el hardcore de los 80 se vio reflejado en la aparición de grupos como Libra, Censura, Eskoria, Psoriasis, Fértil Miseria y Polikarpa y Sus Viciosas, los dos últimos formados por mujeres. Un proyecto pionero en su generación fue el grupo paisa Frankie Ha Muerto, de tendencia gótica. No hay que olvidar que los integrantes de La Pestilencia continuaron activos en este periodo.
Los años 90 fueron también una época en la que al amparo del movimiento roquero se experimentó con nuevos géneros. Así ocurrió con el hip hop, con los grupos La Etnnia, Carbono y Aborigen; también con el ska con Polvo de Indio, Mojiganga, La Severa Matacera, Conagua y Los Elefantes. En menor medida se vivió un auge del blues y el reggae en los grupos Isidore Ducasse y Magical Beat. Aunque en el reggae no hay que olvidar el antecedente de Mango y K-Dillo y León Bruno (de Barranquilla), y la larga experiencia de la región de San Andrés, donde este género se liga a su tradición folclórica.

## Década del 2000

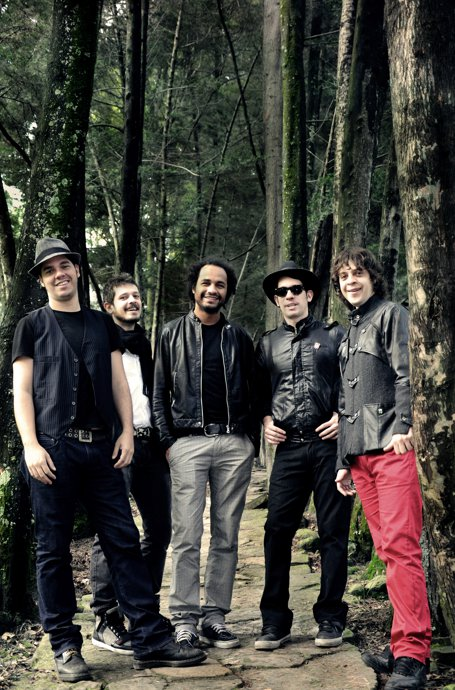
Superlitio

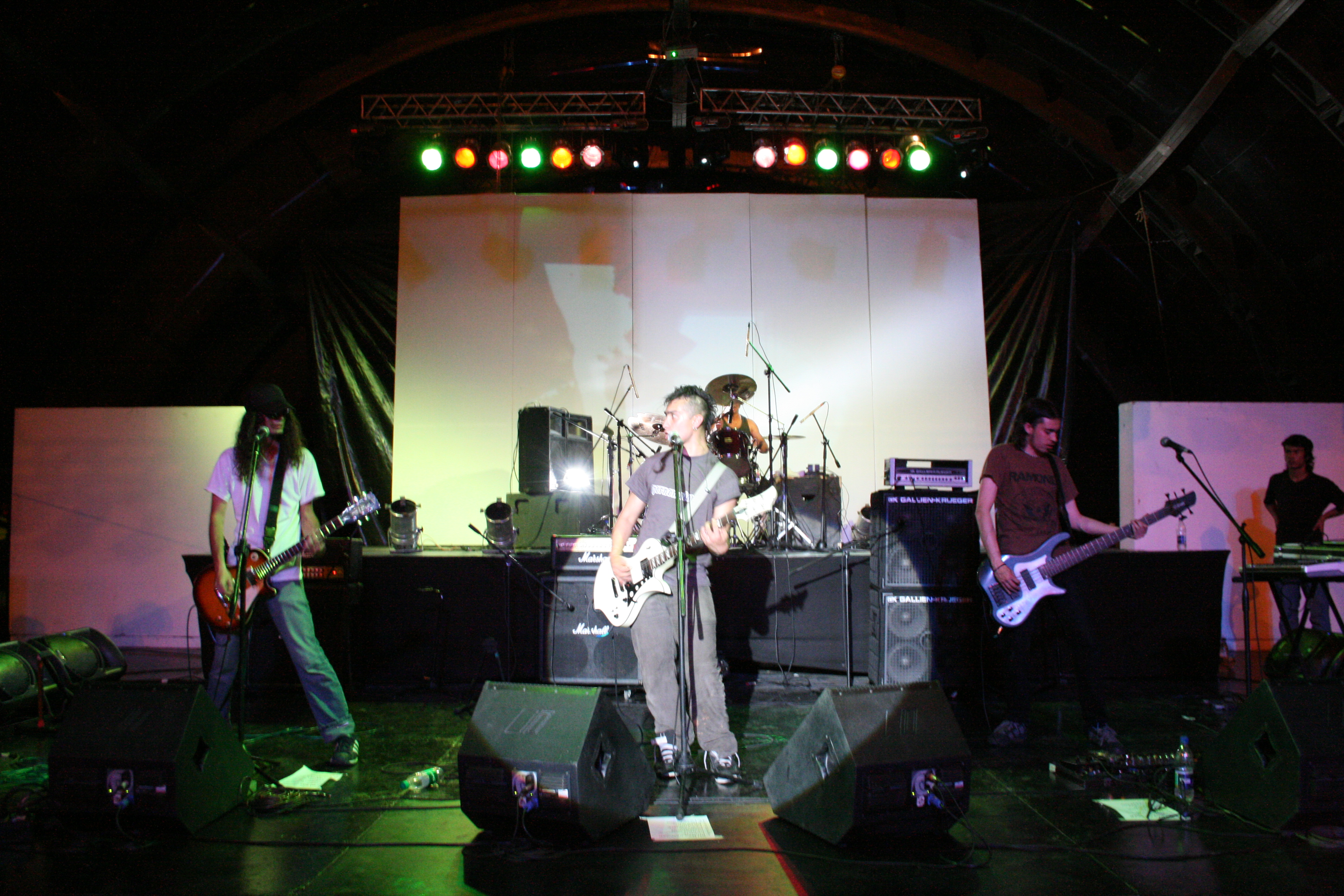
Presentación de Pornomotora en Cali (2008)

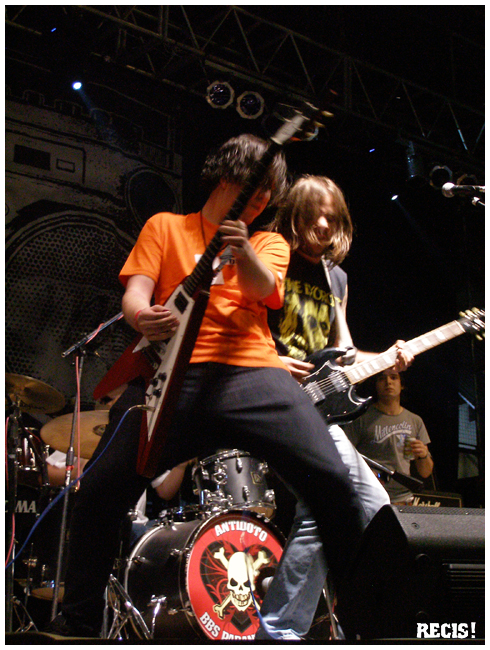
Tr3s de Corazón en el Family Day Festival, Argentina (2008)

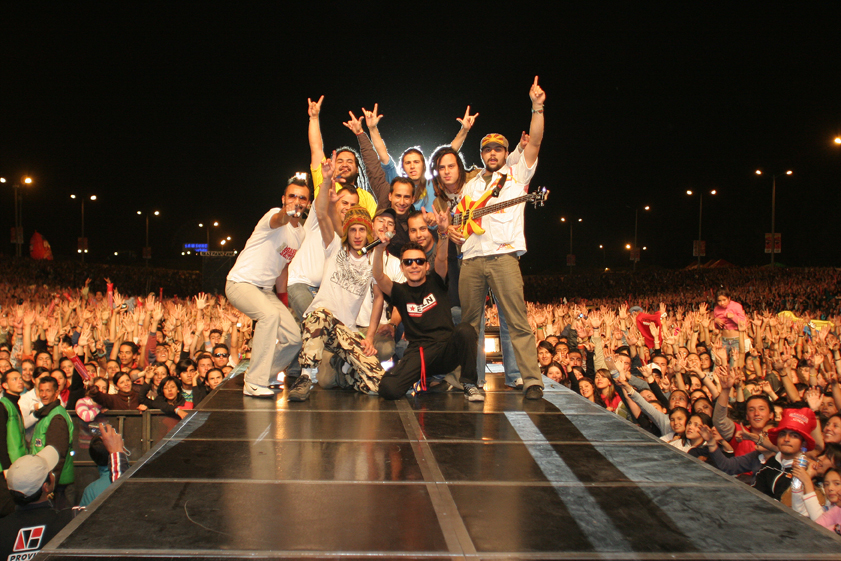
Doctor Krápula en el Parque Simón Bolívar (2004)

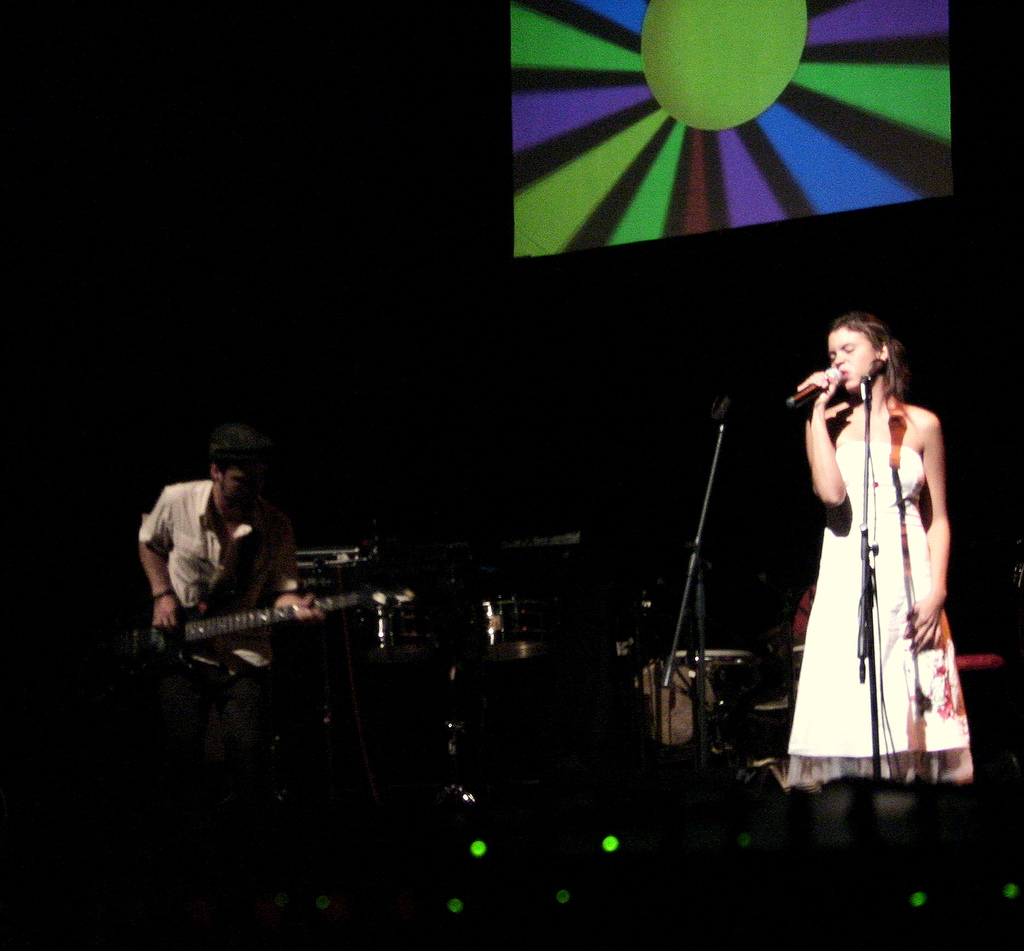
Bomba Estéreo (2007)

Sin la popularidad alcanzada en los años 90 y al margen de los medios masivos, el rock colombiano continuó su evolución durante la última década. Este proceso ha sido posible gracias al auge de medios independientes (estudios de grabación, sellos discográficos, estaciones de radio) y al acceso cada vez más directo a plataformas de grabación y difusión por parte de los grupos. Se ha evidenciado el desarrollo de nuevos movimientos al interior de la escena roquera (reggae, ska, indie y las tendencias más recientes del punk) al lado de movimientos ya consolidados con anterioridad, como el heavy metal.
Los festivales de rock continúan siendo la plataforma ideal para promover el trabajo de las bandas dentro del enorme y diverso público roquero, donde se destaca el festival Altavoz, realizado desde 2004 en Medellín como la experiencia más importante en este sentido, sumada a la del ya consolidado y aún creciente Rock al Parque. Sin embargo, ambas experiencias cuentan con el limitante de que su realización es sólo una vez al año y que en general la afluencia de público a otros espacios dedicados al rock, es mucho menor.
En el año 2006 se crea Manizales Grita Rock que es un festival de rock que se lleva a cabo en la ciudad de Manizales, Colombia, siendo uno de los festivales de rock más importantes de Colombia, junto a Rock al Parque de Bogotá y el Festival Internacional Altavoz de Medellín;  por el número de asistentes y la participación de bandas internacionales. A nivel internacional, se destaca el reconocimiento que lograron agrupaciones ya veteranas como I.R.A., La Pestilencia y Ciegossordomudos, además de los espacios que han conquistado nuevos grupos como Pornomotora, Superlitio, Diva Gash y Bomba Estéreo en medios especializados o comerciales del continente (nominaciones frecuentes a Premios MTV o al Grammy Latino, por ejemplo). A esto hay que sumar el reconocimiento que sigue teniendo a nivel mundial la banda Aterciopelados y el éxito internacional del exintegrante de Ekhymosis, Juanes y Shakira (aunque buena parte de sus propuestas se orientan más hacia el pop).
Otro desarrollo importante, se ha visto en el crecimiento del movimiento roquero en regiones que en años anteriores se mantuvieron al margen. Un reflejo de ese crecimiento está en el proyecto de promoción de nuevas bandas Vuelta a Rockombia auspiciado desde 2007 por la Revista Shock. o el nacimiento de conglomerados de apoyo al rock nacional como Subterránica
Durante la última década se dieron a conocer agrupaciones en diferentes géneros. Así, en el rock electrónico se han destacado proyectos como Ion, Supervelcro y Planeta Rica y los aún activos Diva Gash, Monareta, La Fábrica y Federico Goes. También ha surgido una importante vertiente que fusiona la música electrónica con los ritmos tradicionales colombianos, cuyos representantes más destacados han sido Sidestepper, Pernett, La Mojarra Eléctrica, Two Way Analog, Systema Solar y el destacado proyecto Bomba Estéreo.
Por los lados del punk se aprecia la adopción de tendencias notablemente diferentes del punk subterráneo que se hacía durante los años 80 y 90. Los grupos más destacados de esta generación han sido Nadie, Odio a Botero y Desorden Social. También han aparecido otros grupos orientados más hacia el pop punk como Tr3s de Corazón, Area 12, Al D-Tal y Don Tetto.
Las múltiples tendencias del metal se aprecian en artistas como Jorge Burbano , Purulent, Experimento Aleph, Ingrand, Juris Law, Raíz, Ratón Pérez, Toxic, Guerra Total, Tumulario Internal Suffering e Introspección. Ésta sigue siendo una escena creciente y con uno de los públicos más fieles y distribuidos por muchas de las principales ciudades del país. A su vez, las tendencias del rock industrial se aprecian en artistas como Sexydeath (radicado en Suecia), Info, Koyi K Utho y Pornomotora.
En la última década ha sido notable el desarrollo del ska, donde a grupos como La Severa Matacera y Los Elefantes  se sumaron Mojiganga, Skampida, Coffee Makers, Rey Gordiflón, Comandante Cobra, The Klaxon, SeverOrevéS, Dafne Marahunta y Doctor Krápula, probablemente la agrupación de la última generación del rock colombiano que ha logrado mayor reconocimiento en los medios masivos.
También se han destacado grupos de funk como han sido los casos de Sha-I, Lúkuma (ya disueltos), Calle Silvestre y G98. Los últimos años también han visto aparecer un creciente número de grupos orientados a las fusiones como han sido los casos de Parlantes, La 45 (ambos de Medellín), Chocquibtown (ganadores del Grammy Latino oriundos del Chocó), Velandia y La Tigra (proyecto experimental de Piedecuesta), Superlitio (grupo formado en Cali)  y Hotel Mama (de Bogotá, con influencias de jazz).
De la mano con las vanguardias vigentes del rock, ha crecido el número de bandas influenciadas por el indie rock, como 69 Nombres, León Bruno - quienes obtuvieron la máxima calificación del jurado de Rock al Parque en el año 2002 en Bogotá-, Expresso Paradise (Estas 3 de Barranquilla), Vietato, The Hall Effect, Popcorn, Consulado popular, IV tiempos, The Mills, Delavil, V for Volume y El Sie7e. Otro movimiento que ha experimentado un notable crecimiento es el orientado hacia el reggae y representado por grupos como Alerta Kamarada, De Bruces a Mí, Nawal, Voodoo Souljahs, Dub Killer Combo, Huevo Atómico y Providencia.
Pueden destacarse también grupos cuyo sonido se ha orientado hacia el rock-pop como Los de Adentro, Sanalejo y La Cirugía, además de la aparición de destacados solistas en el rock (lo cual no ha sido usual en la historia del rock colombiano) como Pala, Andrés Correa, Victoria Sur, Alfonso Espriella, Felipe Szarruk, Tappan o el veterano Chucho Merchán, ENePEI, primera banda de rock ganadora de la convocatoria de los Festivales al Parque - Colombia al Parque; un proyecto destacado también ha sido The Black Cat Bone, y su propuesta con influencias de blues y jazz como lo es Seis Peatones, fatsO y hard rock.

## Tendencias de la década del 2010 del rock colombiano
Desde 2010 hacia la actualidad han aparecido nuevas bandas en la escena colombiana que recogen nuevas influencias de subgéneros y presentan estéticas distintas a las propuestas por generaciones anteriores. Es el caso de bandas como The Kitsch Hermanos Menores, Cygnus, Margarita Siempre Viva y Nicolás y los Fumadores.

## Década del 2020 y actualidad
Artistas como Briela Ojeda o La Muchacha aprecen en la escena nacional. Movimientos como el estallido social de Colombia hicieron que artistas como Edson Velandia y Adriana Lizcano realizaran canciones y discos referentes a la situación política de la época.